# Gilbert Tillmann
Pour les articles homonymes, voir Tillman.
Gilbert Tillmann (né le 7 avril 1982) est un cavalier d'obstacles allemand.

## Biographie
Son père dirige un centre équestre à Grevenbroich est un cavalier d'obstacles à un niveau semi-professionnel. Frédéric, le frère aîné de Gilbert, est aussi un bon cavalier amateur et est instructeur. Malgré ce milieu familial, il préfère le football et ne se consacre à l'équitation qu'à l'âge de 12 ans.
Il devient maréchal-ferrant, tout en continuant à monter jusqu'à atteindre un haut niveau.
En 2001, il acquiert Hello Max, un Hunter irlandais hongre âgé de 7 ans, jugé inapte pour une école d'équitation. Il s'entraîne avec lui et le forme. Ensemble, jusqu'en 2011, ils remportent 25 compétitions. Tillmann est nommé parmi les meilleurs jeunes cavaliers.
En 2007, il participe pour la première fois au Deutsches Spring-Derby avec Hello Max et finit 11e. En 2010, il chute. Il revient l'année suivante et prend la quatrième place. Il est invité au CHIO d'Aix-la-Chapelle où il est 9e.
En mai 2013, Gilbert Tillmann se présente pour la septième fois au Deutsches Spring-Derby, toujours avec Hello Max. À la fin de son parcours, il obtient quatre points de pénalité. Mais personne ne fait de sans-faute, il doit faire un barrage avec Carsten-Otto Nagel et Lex Lugar. Tillmann est le plus rapide et remporte la compétition. Lors de la cérémonie de remise des médailles, il annonce la retraite de son cheval,.

## Source, notes et références
1. ↑  Celine Tillmann überrascht beim Salut-Festival, Mareike Roszinsky / Kreis-Pferdesportverband Neuss, 7. Dezember 2012
2. ↑  Der verrückteste Derby-Sieg: Tillmann gewinnt auf Karnevals-Pferd, Dirk Weitzmann und Ralf Schmitt / Bild, 12. Mai 2013
3. 1 2  Derby Hamburg: Außenseitersieg von Gilbert Tillmann und Hello Max, Susanne Hennig / Deutsche Reiterliche Vereinigung, 12. Mai 2013
4. ↑  Sportlerwahl „Das Pferd meines Lebens“, Neuß-Grevenbroicher Zeitung, 9. Juli 2011
5. ↑  Ergebnis Preis der Sparkasse, Springprüfung beim CHIO Aachen 2010
6. ↑  Ergebnis 84. Deutsches Spring-Derby
7. ↑  Gilbert Tillmann: Endlich Derby-Sieger!, Mareike Roszinsky / Kreis-Pferdesportverband Neuss, 12. Mai 2013

- (de) Cet article est partiellement ou en totalité issu de l’article de Wikipédia en allemand intitulé « Gilbert Tillmann » (voir la liste des auteurs).